# 商黎光
商黎光（1963年11月—），男，汉族，河北巨鹿人，中华人民共和国政治人物。邢台地区财贸学校毕业，内蒙古师范大学成人教育学院生物专业函授后期本科学位，中国社会科学院研究生院经济系市场经济专业在职研究生学历，新加坡南洋理工大學高級管理人員工商管理碩士學位。

## 仕途

### 河北
1979年9月，在邢台地区财贸学校学习。1981年9月参加工作，任平乡县统计局统计员。1984年3月，任平乡县审计局副局长。1984年6月加入中国共产党。1987年10月，任邢台地区纪委副科级干部。1989年6月，任邢台地区纪委研究室正科级副主任。
1990年10月，任中共河北省纪委办公室主任科员。1992年11月，任副处级纪检监察员。1994年4月，任办公厅秘书处副处长。1997年3月，任正处级纪检监察员。1998年3月，任宣传教育室正处级副主任。1999年3月，任宣传教育室正处级主任。2001年8月，任宣传教育室副厅级主任。2003年4月，任省纪委常委。2003年10月，任省纪委常委、秘书长。2006年11月，任省纪委副书记、省委巡视工作办公室主任。2010年11月，任省纪委常务副书记。
2013年3月，任中共秦皇岛市委副书记，市政府副市长、代市长、党组书记（4月当选市长）。2014年9月，任中共沧州市委书记。2016年11月，任中共河北省委常委、秘书长，成为时任中共河北省委书记赵克志的秘书。

### 山西
2017年6月14日，任中共山西省委常委、省委政法委书记。2021年10月19日，任中共山西省委副书记。

## 落马
2023年9月5日，商黎光因涉嫌严重违纪违法，接受中央纪委国家监委纪律审查和监察调查。
2024年2月24日，商黎光遭到开除党籍开除公职（双开）处分。3月20日，山西省委原副书记商黎光涉嫌受贿一案，由国家监察委员会调查终结，移送检察机关审查起诉。最高人民检察院依法以涉嫌受贿罪对商黎光作出逮捕决定。同年7月，商黎光涉嫌受贿一案，经最高人民检察院指定，由河南省洛阳市人民检察院向洛阳市中级人民法院提起公诉。起诉书显示，商黎光的贪腐始于其担任河北省纪委常委、秘书长期间，时间跨度达20年。12月27日，洛阳市中級人民法院一审宣判其非法收受財物折合人民幣1.04億餘元，因此以受贿罪判处商黎光无期徒刑，剥夺政治权利终身，并处没收个人全部财产。